# Rafflesia aurantia
Rafflesia aurantia är en tvåhjärtbladig växtart som beskrevs av Barcelona, Co och Balete. Rafflesia aurantia ingår i släktet Rafflesia, och familjen Rafflesiaceae. Inga underarter finns listade i Catalogue of Life.